# Coming Home (ER)
Coming Home is de achtste aflevering van het veertiende seizoen van de televisieserie ER, die voor het eerst werd uitgezonden op 15 november 2007.

## Verhaal
Dr. Lockhart wekt de irritatie op bij haar collega’s door haar gedrag, zij verschijnt onder invloed van alcohol op haar werk. Zij is wel opgelucht dat haar man dr. Kovac terug is vanuit Kroatië. 
Dr. Gates en Dupree hebben samen een romantische avond, deze wordt echter ruw onderbroken door een telefoontje van Sarah. Sarah is lastiggevallen door een jongen en wil dat dr. Gates haar komt ophalen. Als dr. Gates Sarah aflevert bij haar grootouders krijgt hij te horen dat zij de opvoeding niet meer aankunnen, en willen graag dat Sarah teruggaat naar hem. 
Zelinsky handelt een lastige zaak goed af en dit maakt dr. Rasgotra trots op hem.
Dr. Morris behandelt een patiënt die gewond is geraakt tijdens de Cooper's Hill Cheese-Rolling and Wake, de patiënt beweert dat hij deze wedstrijd gewonnen heeft. Later komt er een deelnemer bij hem verhaal halen over, in zijn ogen, zijn vals spelen. Dr. Morris besluit om de discussie te stoppen door aan te bieden om de kaas in tweeën te snijden, het zogenaamde Salomonsoordeel, zodat zij allebei een halve prijs krijgen. De tweede deelnemer zegt dan dat de patiënt de hele kaas mag hebben omdat hij het zonde vindt om de kaas te snijden. Dr. Morris haalt hier uit dat de deelnemer de rechtmatige winnaar is en geeft hem de kaas. 
Dr. Moretti krijgt een verontrustend telefoontje over zijn zoon en verlaat meteen zijn werk om naar zijn zoon te gaan.

## Rolverdeling

### Hoofdrollen
- Goran Višnjić - Dr. Luka Kovac
- Maura Tierney - Dr. Abby Lockhart
- Mekhi Phifer - Dr. Gregory Pratt
- Parminder Nagra - Dr. Neela Rasgrota
- John Stamos - Dr. Tony Gates
- Scott Grimes - Dr. Archie Morris
- Stanley Tucci - Dr. Kevin Moretti
- Michael Rady - Brian Moretti
- Charles Esten - Dr. Barry Grossman
- Linda Cardellini - verpleegster Samantha Taggart
- Deezer D - verpleger Malik McGrath
- Yvette Freeman - verpleegster Haleh Adams
- Dinah Lenney - verpleegster Shirley
- Demetrius Navarro - ambulancemedewerker Morales
- Brendan Patrick Connor - ambulancemedewerker Reidy
- Reiko Aylesworth - Julia Dupree
- Troy Evans - Frank Martin
- Steven Christopher Parker - Harold Zelinsky
- Chloe Greenfield - Sarah Riley

### Gastrollen (selectie)
- Frances Conroy - Becky Riley
- Bill Bolender - Hank Riley
- J. Grant Albrecht - Ronny Faneca
- Dylan McLaughlin - Marcus Faneca
- Ron Bottitta - Lionel Hines-Kennedy
- Hannah Curtis - vriendin van Lionel
- Simon Templeman - Gareth